# هند سواراج

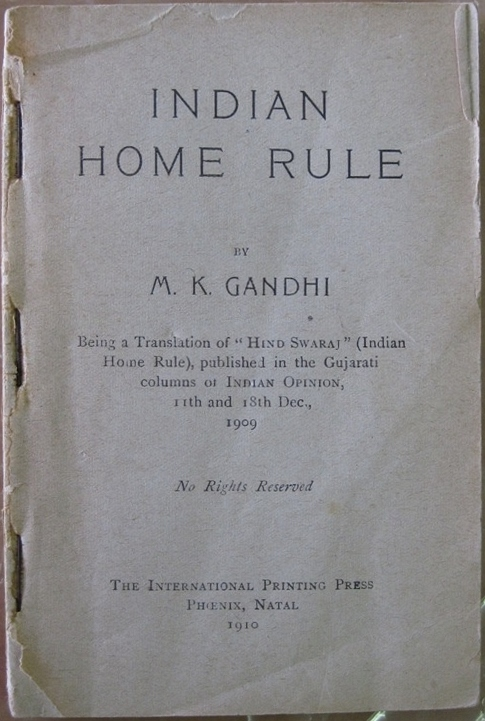
الطبعة الأولى من الكتاب

هند سواراج (باللغة الكجراتية: હિન્દ સ્વારાજ ويعني بالعربية "الحكم الذاتي الهندي") هو كتاب سياسي وفلسفي كتبه مهاتما غاندي عام 1909 باللغة الغوجاراتية أثناء سفره من لندن إلى جنوب أفريقيا. يُعد هذا العمل من النصوص الأساسية التي تعبر عن فلسفة غاندي حول الحكم الذاتي والمقاومة اللاعنفية.

## خلفية الكتاب
في عام 1909، وبينما كان غاندي يعمل محاميًا في جنوب أفريقيا، كان نشطًا في النضال ضد القوانين التمييزية التي فرضتها الحكومة الاستعمارية البريطانية على الجالية الهندية هناك. خلال رحلته إلى لندن للضغط ضد تلك القوانين، كتب هذا الكتاب خلال رحلة بحرية في فترة قصيرة جدًا، مستلهِمًا أفكاره من تجربته الشخصية ومبادئه الأخلاقية.

## مضمون الكتاب
يقدم غاندي في هذا الكتاب نقدًا جذريًا للحضارة الغربية، مدعيًا أنها تقوم على العنف والاستغلال، في حين أن الحضارة الهندية التقليدية أكثر إنسانية وروحانية. كما يطرح مفهوم "سواراج" (الحكم الذاتي)، موضحًا أن الحرية الحقيقية لا تعني فقط التخلص من الاستعمار البريطاني، بل تتطلب أيضًا تغييرًا في طريقة تفكير وسلوك الهنود أنفسهم.
يأخذ الكتاب شكل حوار بين "المحرر" و"القارئ"، حيث يعبر غاندي عن آرائه حول السياسة، العنف، الحضارة، والمقاومة السلمية. يجادل بأن العنف ضد البريطانيين لن يؤدي إلى الحرية الحقيقية، بل يجب أن يتحقق الاستقلال من خلال اللاعنف، الاعتماد على الذات، وإحياء القيم الهندية التقليدية.

## المواضيع الرئيسية
- انتقاد الحضارة الغربية: يصف غاندي الحضارة الحديثة بأنها مادية وغير أخلاقية، حيث تعتمد على الآلات، الأطباء، المحامين، والأنظمة البرلمانية التي تفسد القيم المجتمعية.
- مفهوم السواراج: يرى غاندي أن الحكم الذاتي لا يعني فقط الاستقلال السياسي، بل يتطلب أيضًا استقلالًا شخصيًا وأخلاقيًا.
- المقاومة اللاعنفية: يدعو غاندي إلى استخدام الساتياغراها (الإصرار على الحق) كوسيلة لتحقيق التغيير الاجتماعي والسياسي دون اللجوء إلى العنف.
- إعادة إحياء القيم الهندية: يؤكد الكتاب على أهمية الاقتصاد البسيط، والاكتفاء الذاتي، والابتعاد عن التصنيع الغربي.[3][4]

## تأثير الكتاب
رغم أن السلطات البريطانية حظرت الكتاب، إلا أنه أصبح مصدر إلهام لحركة الاستقلال الهندية. أفكار غاندي حول اللاعنف والاستقلال الذاتي أثرت على العديد من الحركات التحررية في العالم. لاحقًا، قام غاندي بترجمة الكتاب إلى الإنجليزية عام 1910 مع بعض التعديلات.
تمت ترجمة "هند سواراج" إلى العديد من اللغات، بما في ذلك الهندية، الإنجليزية، ولا يزال يُدرس في الجامعات والمؤسسات الفكرية كأحد النصوص الأساسية لفهم فلسفة غاندي.

## وصلات خارجية
- هند سواراج - بوابة تراث غاندي
- النص الكامل باللغة الإنجليزية